# إيتا فيغمان
إيتا فيغمان (بالألمانية: Ita Wegman؛ 22 فبراير 1876 – 4 مارس 1943) كانت طبيبة سويسرية من أصل هولندي، شاركت مع رودولف شتاينر في تأسيس الطب الأنثروبوسوفي، وهو اتجاه طبي تكاملي يجمع بين الطب التقليدي والمفاهيم الروحية والفلسفية.

## الحياة المبكرة والتعليم
وُلدت ماريا إيتا فيغمان في كاراوانج بجزر الهند الشرقية الهولندية (إندونيسيا الحالية)، وانتقلت لاحقًا إلى أوروبا حيث التحقت بجامعة زيورخ لدراسة الطب. حصلت على شهادتها الطبية وتخصصت في مجالات العلاج الطبيعي والتأهيل.

## المسيرة الطبية
في عام 1921، أسست فيغمان أول عيادة طبية أنثروبوسوفية في أرليسهيم، والتي عُرفت حتى عام 2014 باسم "عيادة إيتا فيغمان" (Ita Wegman Clinic)، وهي مؤسسة جمعت بين الطب التقليدي وأساليب علاجية مكملة.
كما طورت أسلوبًا علاجيًا خاصًا في التدليك يُعرف باسم "التدليك الإيقاعي" (Rhythmical Massage)، والذي يعتمد على حركات منظمة تهدف إلى تحسين الدورة الدموية وتحفيز الشفاء الذاتي للجسم.
إلى جانب ذلك، شاركت في ابتكار علاجات أخرى تُصنف ضمن "الأساليب العلاجية المزعومة ذاتيًا"، والتي اعتمدت على المزج بين مبادئ الطب والروحانية.

## التعاون مع رودولف شتاينر
كانت فيغمان من المقربين للفيلسوف والمصلح التربوي رودولف شتاينر، وعملا معًا على تطوير أسس الطب الأنثروبوسوفي. ساهمت كتاباتها وخبرتها الطبية في نشر هذا النهج عالميًا، حيث أسست معاهد ومراكز تدريبية لتأهيل الأطباء والممارسين.

## السنوات الأخيرة والوفاة
واصلت فيغمان عملها الطبي والبحثي حتى وفاتها في 4 مارس 1943 في أرليسهيم، سويسرا. لا يزال إرثها الطبي والفلسفي حاضرًا في العديد من المؤسسات العلاجية والتعليمية حول العالم.